# Okresní dům (Chlumec nad Cidlinou)
Dvoupatrová budova Okresního domu (někdy též zvaný Záloženský dům) v eklektickém, převážně neorenesančním stylu se nachází na křižovatce ulic Kozelkova, Klicperova a Pražská v Chlumci nad Cidlinou. Dům byl vybudován v letech 1904–1905 podle architektonického návrhu českého architekta Jana Vejrycha, investorem bylo město pod vedením starosty Zikmunda Kozelky.

## Účel budovy
Budova měla sloužit nejen pro okresní zastupitelstvo, jak tomu bylo i u dalších okresních domů, ale své místo zde měla mít i záložna a budova měla také plnit funkci hostinskou a ubytovací. Tomu odpovídala i dispozice budovy: zatímco úředníkům okresních kanceláří (1. patro) sloužil vstup z průjezdu v pravém křídle budovy, vstup pro hosty (restaurace v přízemí, hostinské pokoje ve druhém patře) byl umístěn přímo v nároží domu. Součástí objektu byla i konírna, stání pro povozy a kočovna, neboť hostinec měl fungovat jako zájezdní.
V letech 1983–1985 prošel objekt rozsáhlou rekonstrukcí, během které bylo odstraněno mnoho zdobných prvků (především štuková výzdoba).
V roce 2019 zde sídlila Policie ČR, finanční úřad a lékárna. V roce 2024 je zde místo finančního úřadu uváděn úřad práce.

## Architektura
Fasády do Klicperovy a Kozelkovy ulice se vzájemně podobají a jsou spojeny oblým nárožím zakončeným věžičkou s cibulovitou bání a lucernou. Stupňovité štíty s motivy stylizovaných volut a se zdobnými čučky mají novorenesanční charakter, stejně jako špalety oken. Secesní prvek zastupovala štuková výzdoba průčelí, která ale byla v 80. letech 20. století odstraněna. Pozoruhodným štukovým prvkem byly především sluneční hodiny ve štítu východní fasády.

## Galerie

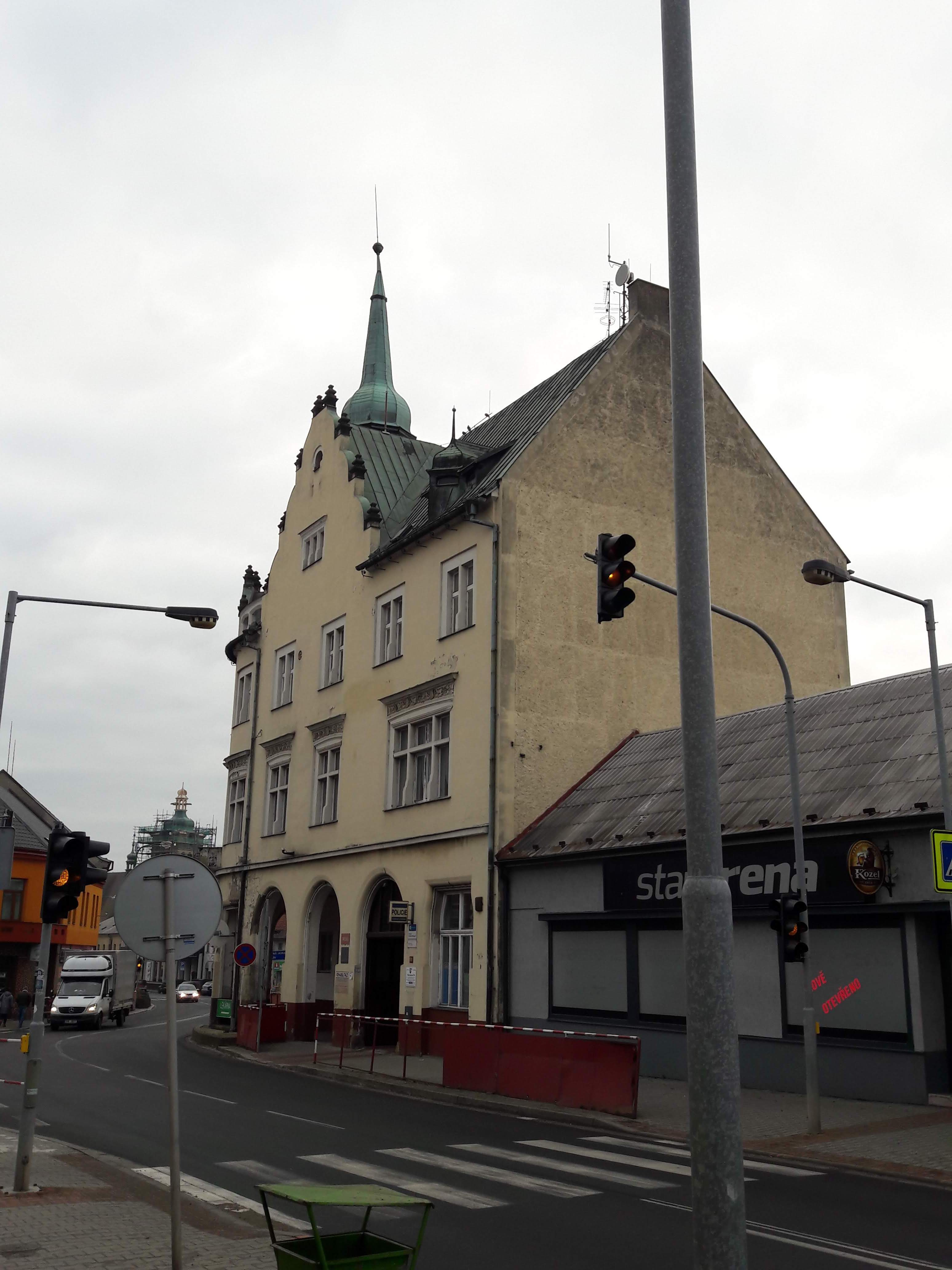
Okresní dům – fasáda do Pražské ulice
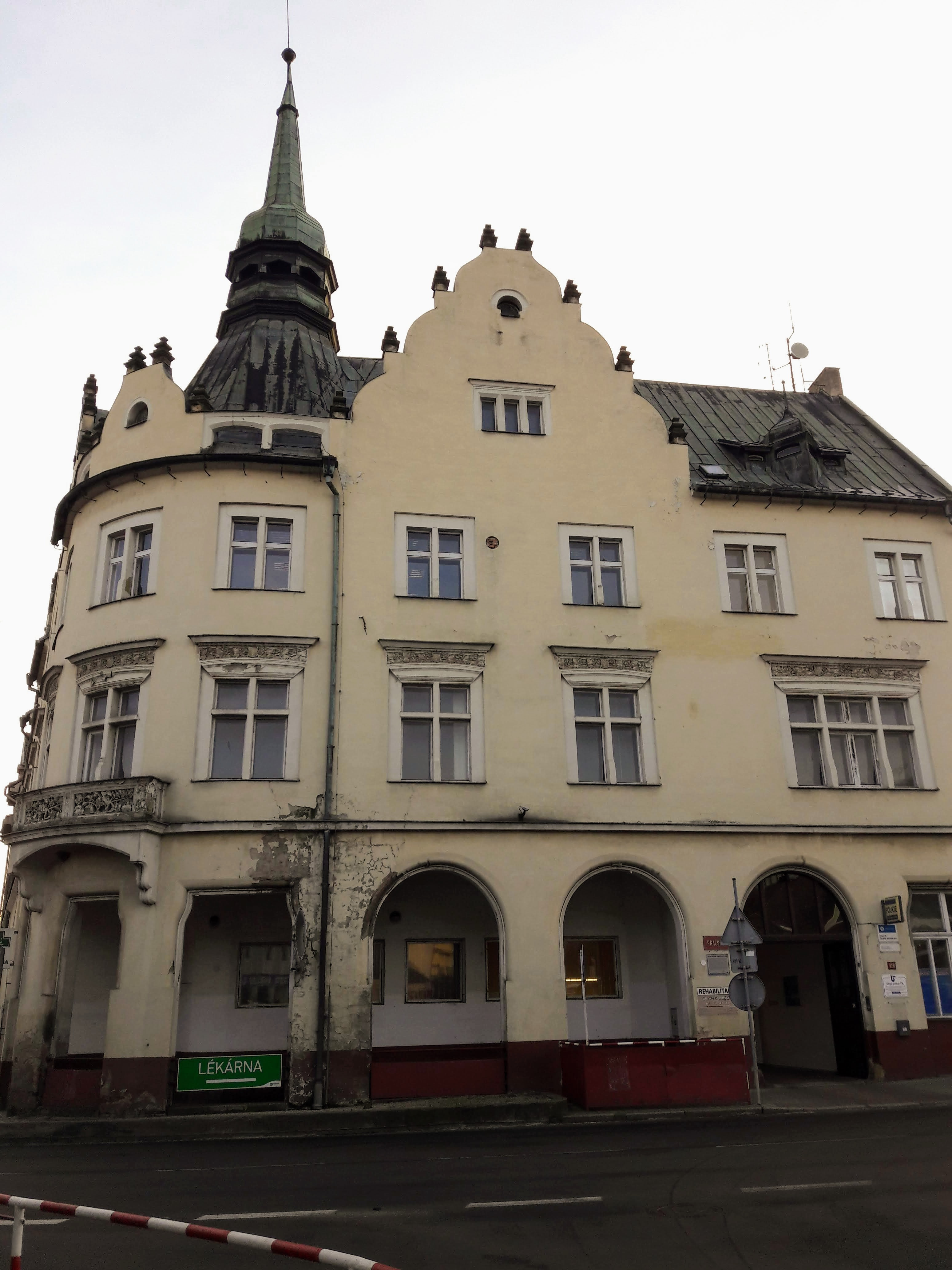
Okresní dům – pohled z Kozelkovy ulice
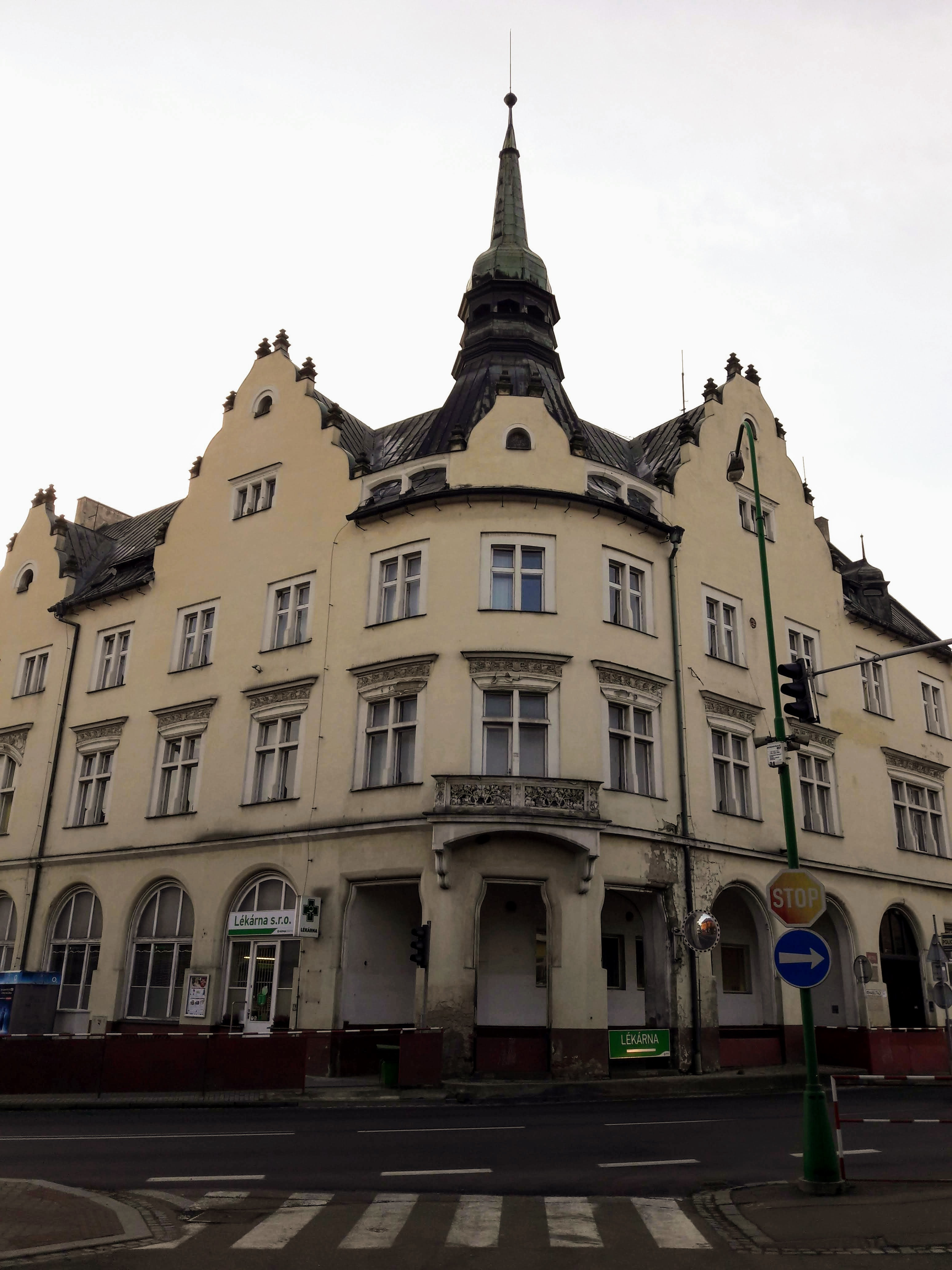
Okresní dům – nároží s původním vstupem pro hosty

## Použití motivů na hřbitovním kostelíku

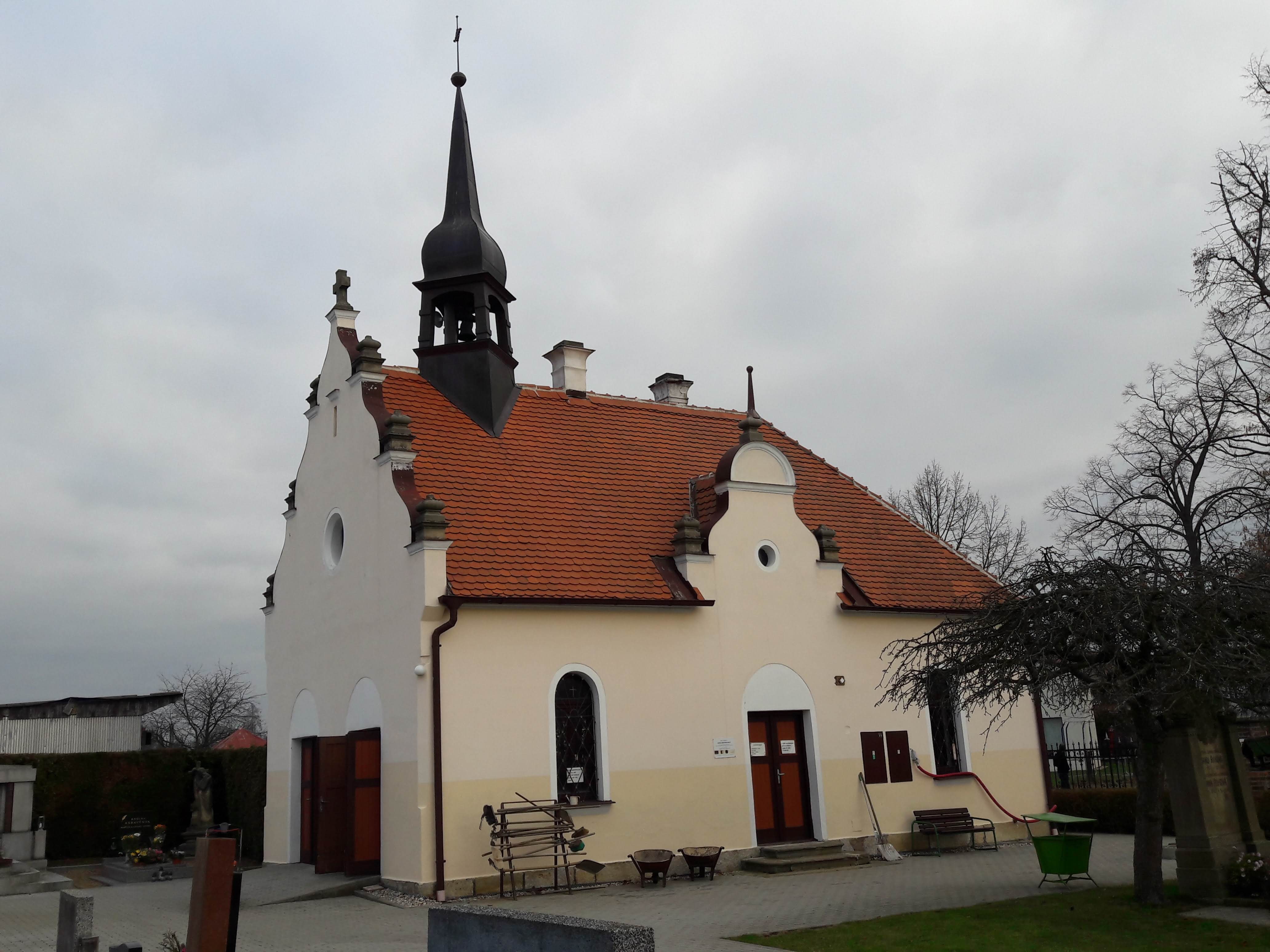
Hřbitovní kostelík v Chlumci nad Cidlinou

Hřbitovní kostelík na hřbitově pod Františkem v Chlumci nad Cidlinou, který vznikl rovněž podle architektonického návrhu Jana Vejrycha, používá mnoho podobných architektonických prvků jako Okresní dům (např. stupňovitý štít, čučky, vížka s bání a lucernou). Lze ho tedy s nadsázkou považovat za jakousi „zmenšeninu“ Okresního domu.